# Веселинівка (Броварський район)
Весели́нівка (до 1946 — Скопці) — село у Баришівській селищній громаді Броварського району Київської області
Розташовано на річці Ільта. Населення — 1167 осіб.

## Географія
Село розташоване за 55 км від столиці України міста Києва, 18 км від центру громади селища Баришівка, 6 км від автомагістралі М03 Київ — Харків.

## Історія
Відоме з початку — середині XVI століття за назвою Скопці (сучасна назва — з 1946 року).
За козаччини село належало до Першої сотні Переяславського полку Війська Запорозького.

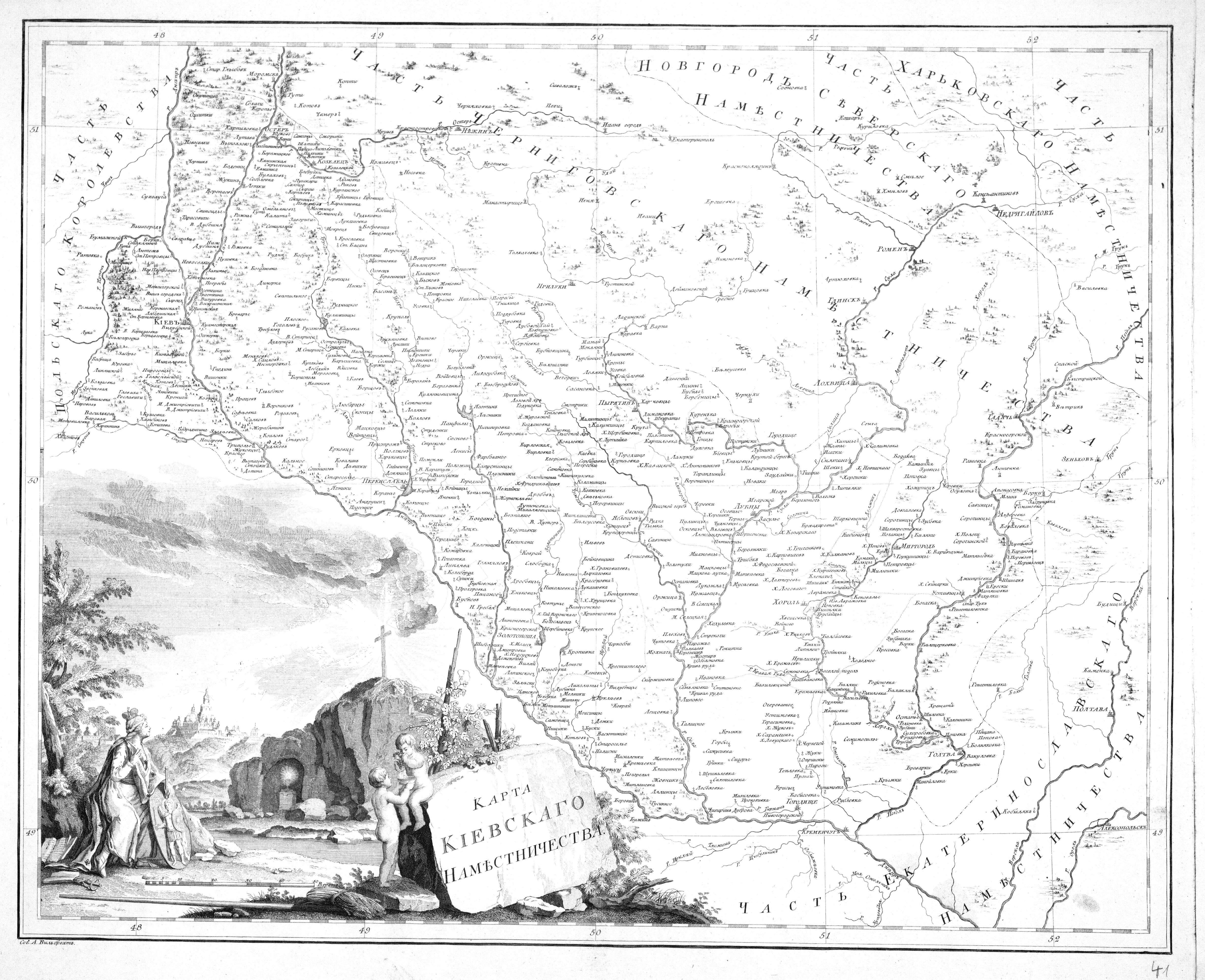
Карта Київського намісництва на якій також відображено Скопці, 1792 р.

За описом Київського намісництва 1781 року Скопці відносилось до Переяславського повіту цього намісництва, і у ньому нараховувалось 338 хат виборних козаків, козаків підпомічників, посполитих та підсусідків. Також у селі жив один шляхтич, два різночинці, два духівники та ще два інші церковники.
За книгою Київського намісництва 1787 року у Скопцях проживало 1060 душ (цікаво, що у Баришивці, яка мала статус містечка, тоді проживало навіть трохи менше — 1058 душ). Село Скопці тоді були у володінні різного звання «казенних людей», козаків та власників — полковника Лукашевича, Надвірного радника Сулими, і бунчукового товариша Константиновича.
З ліквідацією Київського намісництва село як і увесь Переяславський повіт перейшло до складу Полтавської губернії.
За даними на 1859 рік у власницькому та казенному селі Скопці Переяславського повіту Полтавської губернії, мешкало 2913 осіб (1443 чоловічої статі та 1470 — жіночої), налічувалось 360 дворових господарств, існували православна церква, сільське училище та сільська управа.
У ХІХ столітті село належало поміщиці Анастасії Семиградовій. Спростовуючи стереотип поміщика, що закладався тією ж радянською пропагандою, мовляв, це самі тільки «кровопивці на тілі народу», Анастасія Василівна і сама була високоосвіченою, і в селі намагалася розвивати освіту й культуру. В 1851 році вона власним коштом відкрила в Скопцях школу, де навчалися грамоти селянські діти. «Оплата» за навчання була помірною — влітку дітлахи пасли для поміщиці гусей, корів. Зате рівень освіти був доволі високим — викладачів для сільської школи виписували навіть із-за кордону. Зберігся диплом однієї з випускниць цієї школи-гімназії, де серед переліку обов'язкових дисциплін значилося і рукоділля. Збудувала Семиградова в селі й лікарню, вчительський будинок, паровий млин (він так і лишився недобудованим — завадив жовтневий переворот).
У 1910 році Анастасія Семиградова відкриває в Скопцях Вище початкове училище, куди збирає найталановитіших дітей села. Поміщиця забезпечувала повне утримання дівчаткам, якi мали талант до вишивання, ткацтва, малювання. І саме з цього училища вийшли видатні народні майстрині Ганна Собачко-Шостак, Параска Власенко, Наталя Вовк, Ганна Дериболот та багато інших не менш талановитих майстринь.

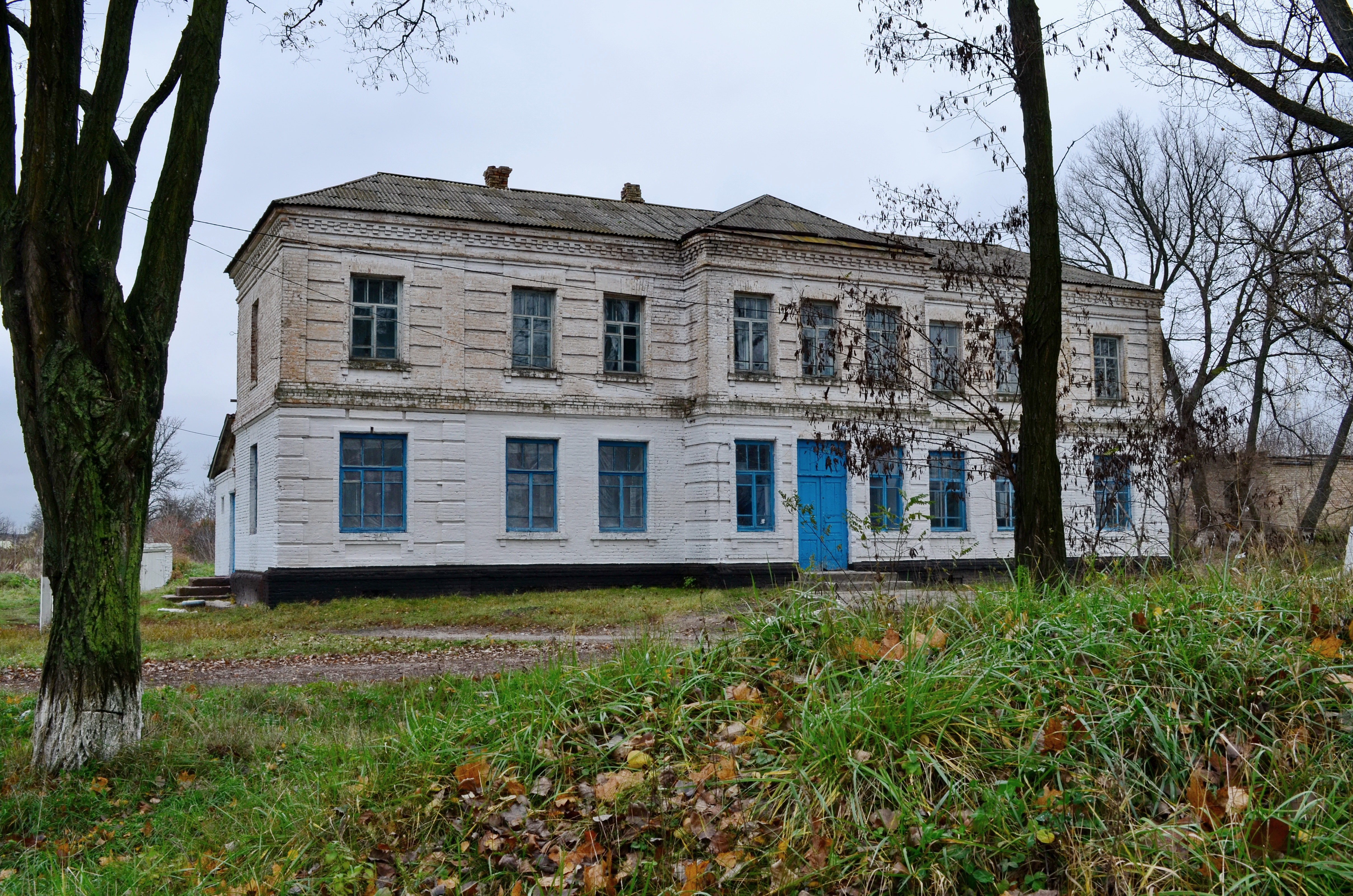
Комплекс споруд садиби поміщиці Семиградової, Будівля млину. 1910 р.

Станом на 1885 рік у колишньому державному та власницькому селі, центрі Скопецької волості, мешкало 3267 осіб, налічувалось 618 дворових господарств, існували православна церква, школа, земська станція, 5 постоялих будинків, 5 лавок, 39 вітряних млинів, 2 маслоробних заводи.
За переписом 1897 року кількість мешканців зросла до 4068 осіб (2001 чоловічої статі та 2067 — жіночої), з яких 4056 — православної віри.
1910 року - село центр Скопецької волості Переяславського повіту Полтавської губернії, 793 господарства, 4361 мешканця разом з найманими робітниками.
Станом на 1923 рік у селі Скопці Баришівського району Київського округу проживало 4208 осіб.
Село сильно постраждало від Голодомору 1932—1933 років, проведеного радянським урядом з метою винищення українського селянства. Як відповідь на опір примусовій колективізації комуністична влада проводила масове вилучення хліба у місцевих жителів. Місцеві активісти, які допомагали більшовикам, отримали народу назву «щупалець» через завзятість у вишукуванні зерна і всіх харчових продуктів. Керували цією бригадою Мелешко Дмитро, Дніпровський Петро та Красноштан Іван — агент, присланий з області. Особливу активність проявляли Либарецькі, які мешкали в комуні. За свідченням очевидців, коли один із «щупальців» Петро Дніпровський виявив у свого сусіда Куделі Мусія зерно, яке той приховав для голодних дітей, комунар забрав його собі. За вцілілими архівними даними з 5 січня 1932 року по 24 грудня 1932 року встановлено прізвища 168 загиблих голодною смертю жителів села. Очевидці трагедії називають число у понад півтисячі померлих. Вони ж доповнили архівний список прізвищами ще 25-ти своїх замучених голодом односельців.
7 березня 1946 року прийнятий Указ Президії Верховної Ради УРСР «Про збереження історичних найменувань та уточнення і впорядкування існуючих назв сільських рад і населених пунктів Київської області», відповідно до якого, зокрема, у Баришівському районі село Війтівці перейменовано на Поділля та село Скопці — на Веселинівка.
До 17 липня 2020 року було центром Веселинівської сільської ради.

## Населення
Згідно з переписом УРСР 1989 року чисельність наявного населення села становила 1715 осіб, з яких 720 чоловіків та 995 жінок.
За переписом населення України 2001 року в селі мешкали 1332 особи.

### Мова
Розподіл населення за рідною мовою за даними перепису 2001 року:
| Мова       | Відсоток |
| ---------- | -------- |
| українська | 98,07 %  |
| російська  | 1,50 %   |
| білоруська | 0,14 %   |
| вірменська | 0,07 %   |
| молдовська | 0,07 %   |

## Соціальна сфера
У селі є дитсадок, школа, будинок культури та церква.

## Відомі люди
В селі народилися:

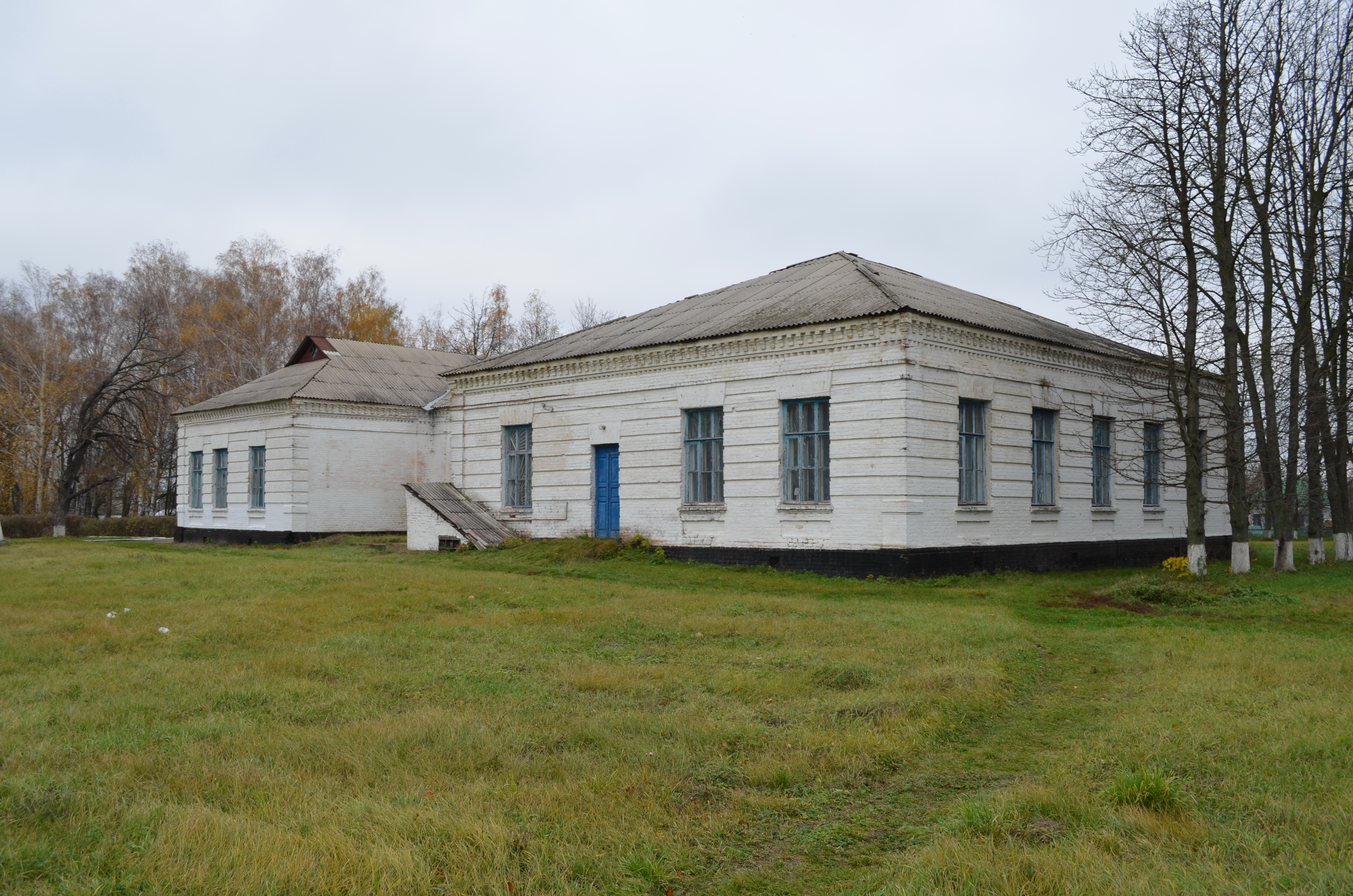
Веселинівка. Вище училище ткацтва. 1910 р.

- Антипенко Марія Родіонівна — українська радянська діячка, голова виконкому Волошинівської сільської ради Баришівського району Київської області. Депутат Верховної Ради УРСР 11-го скликання.
- Власенко Параска Іванівна — українська майстриня народного декоративного розпису.
- Вовк Наталія Юхимівна (1896—1970) — українська килимарниця.
- Галабурда Віктор Генадійович — доктор економічних наук, професор кафедри «Економіка і управління на транспорті» Інституту економіки і фінансів Московського державного університету шляхів сполучення (МІІТ)
- Дарда Володимир Іванович — письменник, поет, громадський діяч
- Кудря Федір Євдокимович — сотник, льотчик армії УНР
- Мироненко Микола Павлович — політв'язень та видатний український письменник.[14]
- Собачко-Шостак Ганна Федосівна — майстер декоративного розпису, лауреат Шевченківської премії.
- Сокіл Олексій Якович — живописець, скульптор, архітектор, інженер-будівельник, педагог.
- Царенко Олекса Якович — командир полку Дієвої армії УНР.
- Щур Марія Харитонівна (1915—?) — майстриня художнього ткацтва.

## Примітки

Братські могили воїнів РСЧА та пам'ятник воїнам-односельцям, які загинули в роки німецько-радянської війни, центр села Веселинівка